# Vilar Seco (Vimioso)
Vilar Seco ist eine Gemeinde (Freguesia) im portugiesischen Kreis Vimioso. In ihr leben 116 Einwohner (Stand 19. April 2021).